# マイサー・ビント・ムハンマド・ビン・ラーシド・アール・マクトゥーム
マイサー・ビント・ムハンマド・ビン・ラーシド・アール・マクトゥーム（アラビア語: ميثاء بنت محمد بن راشد آل مكتوم maythā’ bint muḥammad bin rāshid āl maktūm, 英語: Maitha bint Mohammed bin Rashid Al Maktoum、1980年3月5日 - ）は、アラブ首長国連邦出身の空手とテコンドーの競技者。ドバイの首長であるムハンマド・ビン・ラーシド・アール・マクトゥームの娘。英語圏ではシェイカ・マイサ（Sheikha Maitha）と呼ばれる事が多い。
2006年にアラブ首長国連邦で開催されたアジア大会空手女子組手60キロ超級で準優勝し、銀メダルを手に入れた。
2008年3月にはUAE国内オリンピック委員会は北京オリンピックのテコンドー競技への参加を認める事を決定した。彼女は67キロ級に参加したが一回戦で金メダルを獲得した韓国の黄敬善と対戦し敗れる。敗者復活戦に回ったものの一回戦で銅メダルを獲得したクロアチアのサンドラ・シャリッチと対戦し敗北した。
雑誌のフォーブスによって"20 Hottest Young Royals"の17位に選ばれたこともある。